# Max Keßler
Max Keßler († um 1986) war ein deutscher Verleger in Jena.

## Leben und Wirken
Max Keßler veröffentlichte 1938 eine Schrift für den Bann und Jungbann Jena der NSDAP und HJ. In den späten 1930er Jahren war er Angestellter  im Verlag Gustav Neuenhahn in Jena. Um 1939 wurde er dort kaufmännischer Leiter.
1946 gründete er den Wartburg Verlag Max Keßler in Jena als einen von nur wenigen christlichen Verlagen in der Sowjetischen Besatzungszone. Er übernahm  die Kirchenzeitung Glaube und Heimat und den Christlichen Hauskalender aus dem Neuenhahn-Verlag  und gab weitere christliche Literatur heraus. Er arbeitete bei seinen Veröffentlichungen eng mit der Evangelisch-Lutherischen Landeskirche in Thüringen  zusammen und gab viele Publikationen in Zusammenarbeit mit der Evangelischen Verlagsanstalt Berlin heraus. Außerdem veröffentlichte er auch Regionalliteratur in Verbindung mit dem Stadtmuseum Jena.
In den 1980er Jahren zog sich Max Keßler aus Altersgründen aus dem Verlag zurück. Da seiner Tochter Hiltrud  1987 die Weiterführung nicht genehmigt wurde, wurde der Verlag 1988 aufgelöst.

## Publikationen (Auswahl)
Max Keßler stellte auch einige Besinnungsbücher mit kurzen Texten und Fotografien als Herausgeber zusammen. Diese wurden meist von der Pressestelle der Evangelisch-Lutherischen Kirche Thüringen herausgegeben und erschienen alle in der Evangelischen Verlagsanstalt Berlin.
- Am Wege. Ein Lebensbüchlein zur Besinnlichkeit, Evangelische Verlagsanstalt Berlin, 1962, Neuauflagen 1964, 1971, mit Günter Ziegler, mit Texten von Adalbert Stifter, Peter Rosegger, M. Michel Quoist, Philipp Otto Runge, Ina Seidel, K. L. Sturm, Carl Gustav Carus, Novalis, A. Jaenicke, H. Schoepke, u. v. a.

- In Gottes Namen fahren wir. Lesebuch für die christliche Familie, Evangelische Verlagsanstalt Berlin, 1963, mit Herbert von Hintzenstern
- Unterwegs. Ein Bildbuch der Andacht und der Stille,  1963, Neuauflage 1967; zusammen mit Günter Ziegler
- Geborgenheit. Ein Bildbuch der Besinnung und des Glaubens,  1964, Neuauflage 1973; zusammen mit Günther Ziegler
- Gelassenheit. Helfendes für den Tag, 1968, Neuauflagen 1970, 1972, mit Herbert Linde
- Lebensgeleitworte. Ein Büchlein für jung und alt,  1964, Neuauflage 1969, mit Herbert Linde
- Tun und Lassen. Worte für den Tag, 1966, Neuauflage 1969, mit Herbert Linde

- Zuversicht. Ein Bildbuch zum tätigen Glauben, 1971, Neuauflage 1972, mit Herbert Linde
- Gewißheit. Worte des Glaubens,  1974, Neuauflage 1975, mit Herbert Linde
- Übergang. Ein Bildbuch  der Stille, 1974 mit Dietrich Kühn
- Besinnlichkeit. Ein Buch zum Nachdenken und Schauen,  1976, mit Herbert Linde
- Schläft ein Lied in allen Dingen. Zum Schauen und Nachdenken, 1981, Neuauflage 1983
- Dresden. Schönheit und Tragödie, 1987, mit Eugen Luick

1938 stellte er eine Schrift für die NSDAP und die HJ in Jena über eine Freizeit zusammen
- Alpenlager des Bannes und Jungbannes Jena 94 bei Mallestig, Kärnten, 1938[5]